# Mattia Bais
Mattia Bais (* 19. října 1996) je italský profesionální silniční cyklista jezdící za UCI ProTeam Polti–Kometa. Jeho mladší bratr Davide je též profesionálním cyklistou.

## Hlavní výsledky
2014
9. místo GP Sportivi Sovilla
2016
10. místo Gran Premio Sportivi di Poggiana
2017
4. místo GP Kranj
5. místo Raiffeisen Grand Prix
6. místo Croatia–Slovenia
2018
Turul României
5. místo celkově
Carpathian Couriers Race
6. místo celkově
vítěz 6. etapy
7. místo Trofeo Città di San Vendemiano
10. místo GP Kranj
2019
Giro della Friuli Venezia Giulia
2. místo celkově
 vítěz vrchařské soutěže
Tour of Bihor
6. místo celkově
Sibiu Cycling Tour
8. místo celkově
2021
9. místo Trofeo Matteotti
10. místo Memorial Marco Pantani
10. místo Coppa Ugo Agostoni
2022
Circuit de la Sarthe
10. místo celkově

### Výsledky na Grand Tours
| Grand Tour      | 2020 | 2021 | 2022 | 2023 | 2024 |
| --------------- | ---- | ---- | ---- | ---- | ---- |
| Giro d'Italia   | 102  | —    | 82   | 47   | 61   |
| Tour de France  | —    | —    | —    | —    |      |
| Vuelta a España | —    | —    | —    | —    |      |

| —   | Nezúčastnil se |
| DNF | Nedokončil     |